# Cleomenes atricornis
Cleomenes atricornis är en skalbaggsart som beskrevs av Holzschuh 1995. Cleomenes atricornis ingår i släktet Cleomenes och familjen långhorningar. Inga underarter finns listade i Catalogue of Life.